# Balkh (provins)
Balkh (persiska: بلخ) är en av Afghanistans 34 provinser. I Balkh bor cirka 1 509 183 invånare (2021), varav ungefär hälften är tadzjiker och resten hazarer, pashtuner, uzbeker, turkmener m.fl. Provinshuvudstad är Mazar-e Sharif.

## Administrativ indelning
Provinsen är indelad i 15 distrikt.
- Balkh
- Char Bolak
- Char Kent
- Chimtal
- Dawlat Abad
- Dehdadi
- Kaldar
- Khulm
- Kishindih
- Marmul
- Mazar-e Sharif
- Nahr-e Shahi
- Sholgara
- Shortepa
- Zari